# Усун Юн
Усун Юн (на корейски: 윤우선; Usun Yoon) e южнокорейска актриса и репортер активна в Испания.

## Биография
Усун Юн е родена през 1977 г. в Пусан, Южна Корея. Изучава политически науки, Международни отношения и Лингвистика в Пусанския университет по чуждестранни изследвания (1994-1996). По-късно се мести в Торонто, за да продължи образованието си (1996-1998). През 2002 записва драма в испанската компания „Ла Баррака“ в Мадрид.

## Кариера
Започва кариерата си като рекламен модел и участва в няколко видеоклипа на изпълнители като Алехандро Санс, Коррс и Карлос Жан.
Става известна на испанската публика благодарение на работата си по сатиричното шоу „Ел Интермедио“ по испанската телевизия La Sexta от 2007 до 2013 година.

## Филмография
- 2003: Малаува, Хавиер Доминго.
- 2003: В Безсъзнание, Хоакин Ористел
- 2003: Луната в бутилката
- 2003: Нещата които правят живота хубав, Мануел Гомес Перейра
- 2005: Хотел Тиволи, Антон Reixa
- 2005: Торенте 3, Сантяго Сегура
- 2005: ООН корта СУ медида (късометражен филм), Деян даниелем шетри
- 2009: Любовна диета, Йоши

## Телевизиони предавания
- Лична причина
- Лобос
- Манулито Гафутас
- Фитнес Тони